# Арнаутов Андрій
Андрій Арнаутов (у США відомий як Ендрю Валентайн — англ. Andrew Valentine; * 27 серпня 1967, Ростов-на-Дону, Російська РФСР) — американський та український джазовий виконавець, музичний продюсер; один із відомих українських джазменів, композитор, віртуозний джазовий басист.

## Життя й творчість
1983 року вступив до Ростовського училища мистецтв на джазове відділення за спеціальністю «бас-гітара та контрабас». 1986 року, закінчивши третій курс, перейшов до Московського музичного училища імені Гнесіних, де продовжив навчання за спеціальністю «контрабас». Протягом навчання в Москві створив власний гурт «Транзит», з яким виступав на різних джазових фестивалях.
Ще у зовсім юному віці Андрій Арнаутов брав участь у джем-сейшнах, граючи на одній сцені зі справжніми легендами джазу, поміж ними Пет Метіні, Діззі Гіллеспі та Пол Хорн.

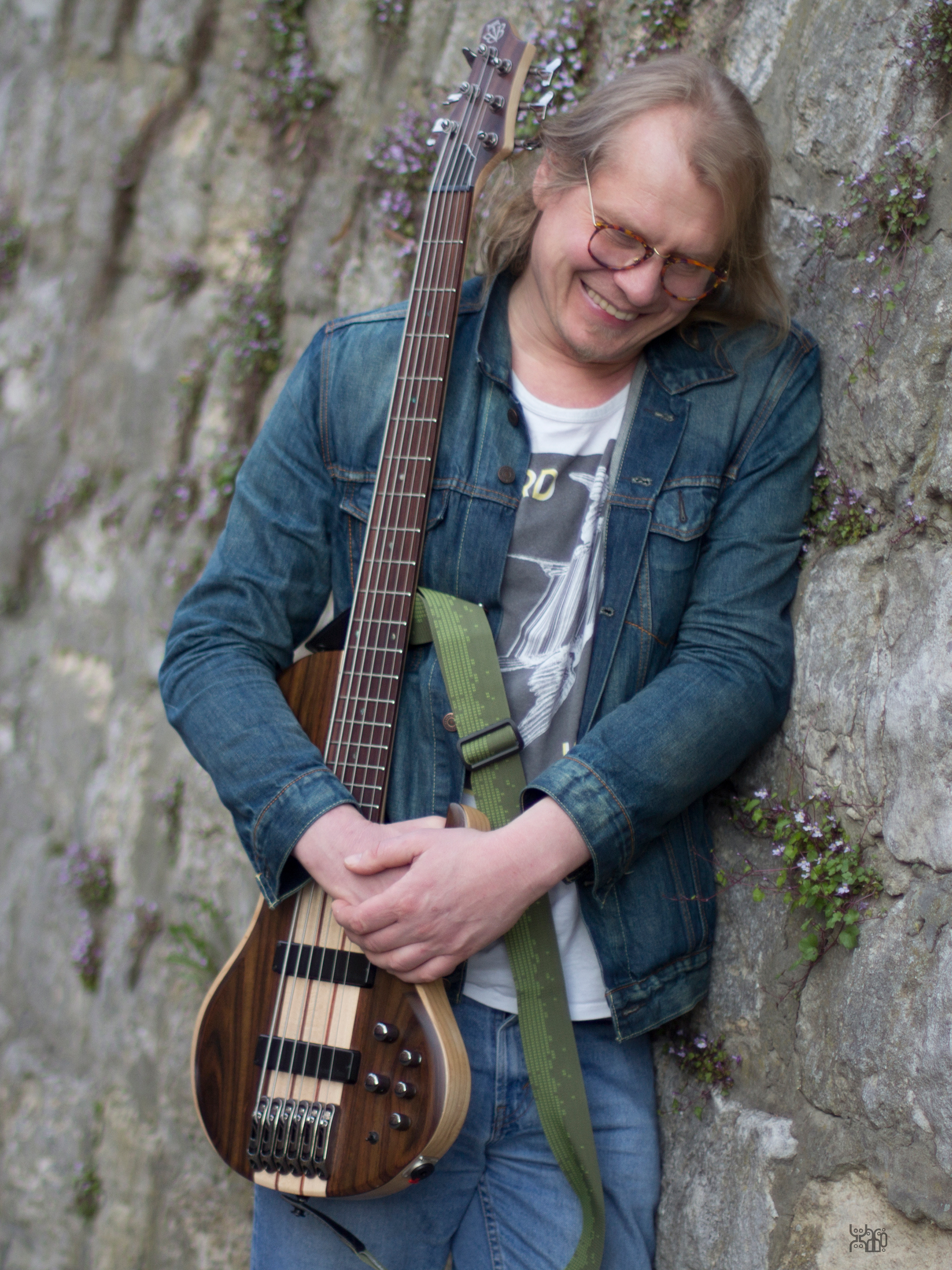
Андрій Арнаутов (Львів, 2016)

1990 року Арнаутов перебрався до США. Там він отримав стипендію в Музичному коледжі Берклі (Бостон, США). Під час навчання в Берклі Андрій грав із трубачем Роєм Харгрувом, вібрафоністом Віктором Мендозою (англ. Victor Mendoza). Саме там він створив свій авторський проект «Common Ground» разом із Михайлом та Олексієм Цигановими. Згодом, вже відомий американській публіці як Andrew Valentine, він мав нагоду співпрацювати з легендарним трубачем, автором безсмертного хіта «Jamaica Funk», Томом Брауном. Андрій Арнаутов неодноразово був сайдменом у всесвітньо відомих зірок джазу, зокрема у Хенка Джонса, Арчі Шеппа, Чарлі Берда, Кенвуда Денарда (англ. Kenwood Dennard). Виступав в одній концертній програмі з легендарними блюзменами Бадді Гаєм та Бі Бі Кінгом, а також легендарним басистом Стенлі Кларком. У 1993 році А. Арнаутов переїхав до Вінстон-Сейлема (Північна Кароліна, США), де співпрацював із піаністом Кеном Роудсом та записав спільно із ним альбом «Noble cause».
Арнаутова завжди захоплювала афро-кубинська музика, одним із його вчителів у Берклі був легендарний латино-джазовий басист Оскар Стагнаро (англ. Oscar Stagnaro). Мешкаючи в Вінстон-Сейлемі, Андрій створив перший у місті сальса-бенд «West End Mambo», який і досі провадить успішну концертну діяльність, щоправда, вже в іншому складі.

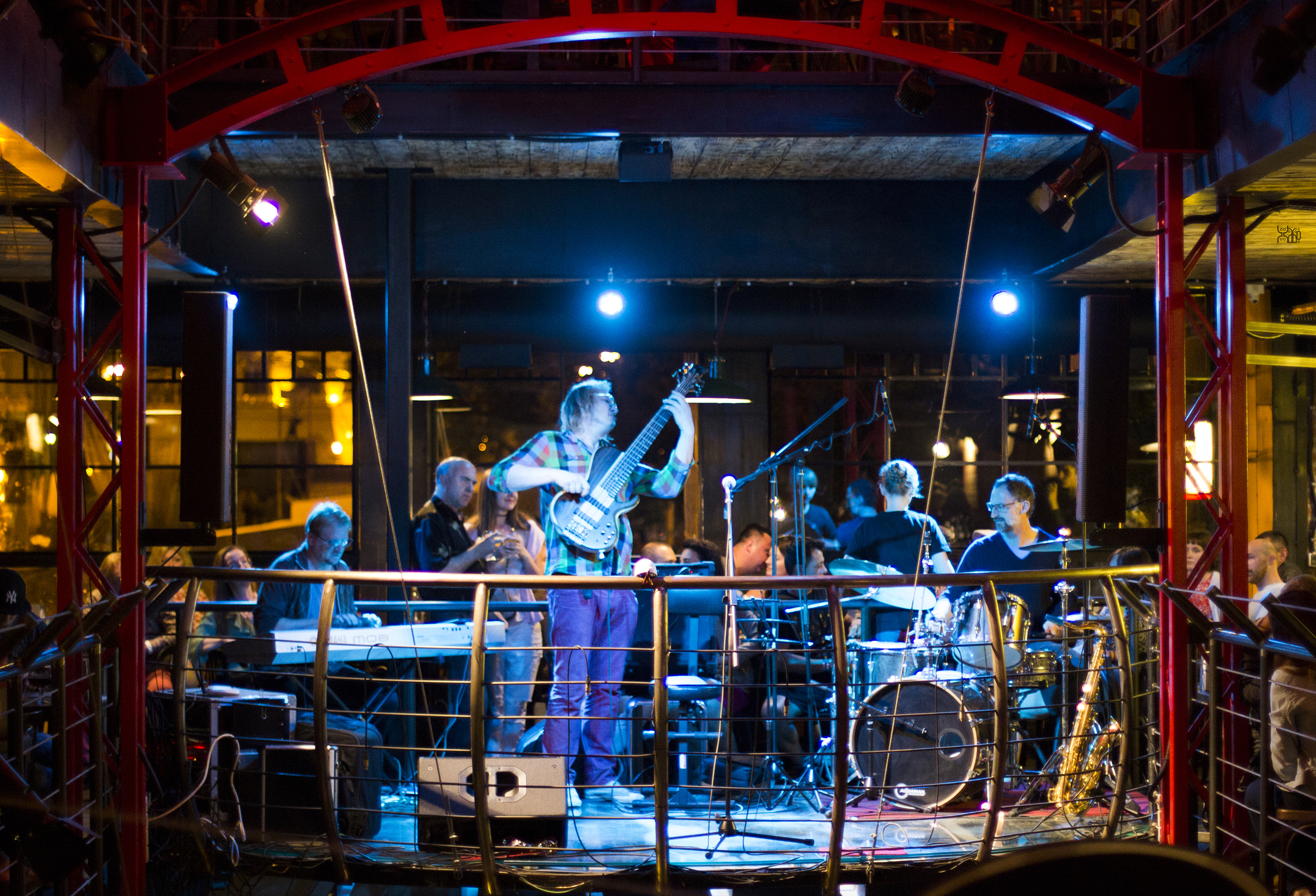
Зліва направо: Девід Сігел— клавіші, Андрій Арнаутов — бас, Марк Вокер (Mark Walker) — ударні (Львів, 2016)

Андрій регулярно був учасником латино-джем-сейшнів пліч-о-пліч із відомими виконавцями цього стилю музики, поміж іншим із перкусистом Реєм Барретто  та барабанщиком Боббі Санабрією.
Після переїзду в 2002 році в Україну Андрій зосередився на створенні авторських проектів.
2004 року викладав музику на Ямайці, де у співпраці з Естором Блеком (головою інституту Боба Марлі) формував музичну навчальну програму.
2005 року він став співорганізатором фестивалю «Джаз Коктебель», на якому успішно виступив його проект «Валентайн-квартет», до складу якого увійшов трубач Л'ю Солофф .
Згодом Андрій співпрацював із Марком Соскіним  (піаністом Сонні Роллінза): зігравши спільно серію концертів, вони записали альбом, до якого увійшла авторська музика А. Арнаутова.
Із 2013 року Андрій Арнаутов частково живе в Україні й частково — у США.
2013 року долучився до запису саундтреку історичної драми «Поводир», одночасно зігравши у фільмі роль контрабасиста.
Арнаутов — лідер низки авторських проектів: «Pax Fractal», «Triangular Matrix» та інших. З червня 2018 року є керівником бенду «Тут може бути ваша реклама», що забезпечує музику у «Вечірньому шоу з Юрієм Марченком» на Першому каналі.
У 2020 році вийшов альбом авторської музики Девіда Фрізена  «Testimony» з аранжуваннями та оркеструванням Андрія Арнаутова для духового оркестру та джазового квартету.
Бере участь у різноманітних музичних та інших культурно-мистецьких проектах, співпрацює із українськими та закордонними музикантами, є учасником та співорганізатором фестивалів, гастролює та займається продюсерською діяльністю (детально див. у Посилання).

## Дискографія
- 1994 — Ken Rhodes Trio «Noble Cause»[9][20]
- 2000 — Clare Fader «The Elephant's Baby»[21]
- 2000 — Greg Hyslop «Greg Hyslop Trio» (with Andrew Valentine on bass in «How insensitive»)[22]
- 2006 — Andrew Valentine «Compiled over the years»[23]
- 2008 — Alex Fantaev, Andrew Arnautov, Mark Soskin, Dmitry «Bobeen» Alexandrov «SkhidSide meets Mark Soskin»[24]
- 2008 — «Compilation: Bass Kolo»[25]
- 2013 — Andrew Arnautov «Manifestations»[26]
- 2016 — Andrew Arnautov «Мышь» (single)[27]